# Rautavesi (sjö i Päijänne-Tavastland)
Rautavesi är en sjö i Finland. Den ligger i kommunerna Gustav Adolfs och Joutsa i landskapen Päijänne-Tavastland och Mellersta Finland, i den södra delen av landet, 170 km norr om huvudstaden Helsingfors. Rautavesi ligger 92,3 meter över havet. Den är 64,71 meter djup. Arean är 46,12 kvadratkilometer och strandlinjen är 207,49 kilometer lång. Sjön  ingår i Kymmene älvs huvudavrinningsområde. 